# U-21-Fußball-Afrikameisterschaft 1997/Qualifikation
Die Qualifikation zur U-21-Fußball-Afrikameisterschaft 1997 wurde ausgetragen, um die sieben Endrundenteilnehmer neben Gastgeber Marokko zu ermitteln. Die Spiele fanden zwischen dem 28. September 1996 und dem 5. Januar 1997 statt.

## Modus
Die gemeldeten Mannschaften ermittelten in zwei Qualifikationsrunden im K.-o.-System mit Hin- und Rückspielen die sieben Endrundenteilnehmer. Bei Torgleichheit entschied die Auswärtstorregel über das Weiterkommen. Herrschte hier ebenso Gleichstand, wurde ohne vorherige Verlängerung ein Elfmeterschießen durchgeführt.

## Erste Runde
Die Hinspiele wurden am 28. und 29. September, die Rückspiele am 19. und 20. Oktober 1996 ausgetragen.
|              | Gesamt          |                        | Hinspiel | Rückspiel |
| ------------ | --------------- | ---------------------- | -------- | --------- |
| Algerien     | (a)3:3(a)       | Tunesien               | 0:2      | 3:1       |
| Mali         | :               | Mauretanien            | 3:0      | :         |
| Burkina Faso | (a)1:1(a)       | Guinea                 | 0:0      | 1:1       |
| Ghana        | 5:2             | Senegal                | 2:0      | 3:2       |
| Nigeria      | 6:3             | Tschad                 | 5:1      | 1:2       |
| Sudan        | 2:1             | Kenia                  | 2:0      | 0:1       |
| Benin        | :               | Elfenbeinküste         | 0:1      | :         |
| Ägypten      | 5:5 (2:1 i. E.) | Äthiopien              | 5:0      | 0:5       |
| Réunion      | 0:7             | Simbabwe               | 0:2      | 0:5       |
| Südafrika    | 5:1             | Mauritius              | 2:0      | 3:1       |
| Angola       | 5:2             | Botswana               | 3:1      | 2:1       |
| Tansania     | :               | Burundi ausgeschlossen |          |           |
| Kamerun      | :               | Togo zurückgezogen     |          |           |
| Sambia       | :               | Malawi zurückgezogen   |          |           |

## Zweite Runde
Die Hinspiele wurden am 21. und 22. Dezember 1996, die Rückspiele zwischen dem 3. und 5. Januar 1997 ausgetragen.
|                | Gesamt |          | Hinspiel | Rückspiel |
| -------------- | ------ | -------- | -------- | --------- |
| Mali           | :      | Algerien | 3:2      | :         |
| Nigeria        | :      | Sudan    | 2:1      | :         |
| Elfenbeinküste | :      | Kamerun  | 5:3      | :         |
| Burkina Faso   | :      | Ghana    | 1:1      | :         |
| Ägypten        | :      | Simbabwe | 2:1      | :         |
| Südafrika      | 4:0    | Tansania | 3:0      | 1:0       |
| Sambia         | 2:0    | Angola   | 1:0      | 1:0       |

## Ergebnis
Mali, Sudan, Elfenbeinküste, Ghana, Ägypten, Südafrika und Sambia qualifizierten sich für die Endrunde.